# 碧山吟社
碧山吟社，是一个初创于明朝嘉靖年间的诗社。历经明清两代，期间多次兴复，是江南地区绵延时间最长的一个诗社。碧山吟社旧址于2003年由无锡市人民政府公布为第四批无锡市文物保护单位。

## 简介

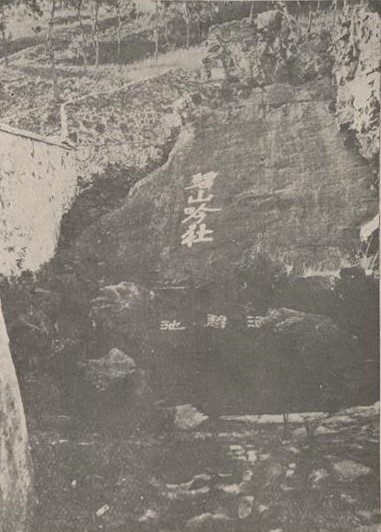
昔日碧山吟社院内景观潤碧池
（摄于1929年）

碧山吟社三度兴废，诗社规模当以嘉靖年间为最大。社员构成不仅是同乡，且多为同年乃至师生关系。碧山吟社不仅体现了江南文人以诗会友的传统，也记录明清时期江南文人不屈权贵、虚名浮利的生活态度。

### 初创
碧山吟社始建于明成化十八年（1482年），由北宋词人秦观的后人秦旭与无锡当地文人墨客李庶、陳履、陸勉、高直、黃祿、楊理、陳公懋、施廉、潘緒组成。因创社十人届时皆年事已高，又被称为“碧山十老”。明朝画家、吴门画派创始人沈周曾应邀为碧山吟社创作《碧山吟社图》，现藏于首都博物馆。

### 复建
“碧山十老”悉数过世多年后，秦旭曾孙秦瀚又于嘉靖三十三年（1554年）发起倡议重建碧山吟社，并请“吴门四家”之一的文徵明为诗社题匾。参与重建诗社的皆为嘉靖年间无锡当地出身豪门的达官贵人，有嘉靖八年进士安如山、嘉靖十七年进士王问、弘治十八年进士顾可学、正德九年进士顾可久、正德九年进士钱宪、嘉靖十一年进士王瑛、嘉靖五年进士華察。

### 再度重建
清朝初年，秦旭后裔秦松龄与无锡文人雅士严绳孙、秦保寅、蒋尊路等三开诗社。

## 现状
自20世纪50年代起，地方政府开始逐步恢复重建碧山吟社。在无锡市政府的倡导下，重组后的碧山吟社成为以离退休老人为主体的诗词爱好者团体。

## 轶事
昔日文征明书写“碧山吟社”四字匾额时，将“吟”字右半边的“今”反写，又在“社”字上多了一点。